# Vilacaya
Vilacaya ist eine Ortschaft im Departamento Potosí im südamerikanischen Anden-Staat Bolivien.

## Lage im Nahraum
Vilacaya ist zentraler Ort des Kanton Vilacaya im Municipio Puna in der Provinz José María Linares. Die Ortschaft liegt auf einer Höhe von 3227 m am Río Vitichi, der südlich der Ortschaft Vitichi in den Río Tumusla mündet.

## Geographie
Vilacaya liegt zwischen dem bolivianischen Altiplano im Westen und der Cordillera Central im Osten. Das Klima der Region ist ein typisches Tageszeitenklima, bei dem die Temperaturschwankungen im Tagesverlauf stärker ausfallen als im Jahresverlauf.
Die Jahresdurchschnittstemperatur in den Tallagen der Region beträgt etwa 17 °C (siehe Klimadiagramm Betanzos), die Monatswerte schwanken nur unwesentlich zwischen 14 °C im Juni/Juli und 19 °C von November bis Januar. Die jährliche Niederschlagsmenge liegt bei knapp 500 mm, die Monate Mai bis September sind arid mit Monatswerten unter 15 mm, nur im Januar wird ein Niederschlag von 100 mm erreicht.

## Verkehrsnetz
Vilacaya liegt in einer Entfernung von 129 Straßenkilometern südlich von Potosí, der Hauptstadt des Departamentos.
Von Potosí aus führt die asphaltierte Nationalstraße Ruta 1 vom Titicaca-See im Norden zur argentinischen Grenze im Süden und durchquert dabei die Großstädte El Alto, Oruro und Potosí. Von Potosí aus  führt sie über 37 Kilometer in südlicher Richtung bis Cuchu Ingenio, wo die Ruta 14 in südlicher Richtung abzweigt und über Vitichi, Tumusla und Cotagaita nach Villazón führt. Vierzehn Kilometer vor Vitichi erreicht die Ruta 14 den südwärts fließenden Río Vitichi, hier zweigt eine unbefestigte Landstraße nach Norden ab und erreicht Vilacaya nach zwölf Kilometern.

## Bevölkerung
Die Einwohnerzahl des Ortes ist in den vergangenen beiden Jahrzehnten um etwa ein Drittel zurückgegangen:
| Jahr | Einwohner | Quelle       |
| ---- | --------- | ------------ |
| 1992 | 304       | Volkszählung |
| 2001 | 291       | Volkszählung |
| 2012 | 194       | Volkszählung |
| 2024 |           | Volkszählung |

Die Region weist einen hohen Anteil an Quechua-Bevölkerung auf, im Municipio Puna sprechen 98,3 Prozent der Bevölkerung die Quechua-Sprache.

## Persönlichkeiten
Walter Pérez Villamonte (1936–2018), von 1998 bis 2009 katholischer Bischof von Potosí, wurde in Vilacaya geboren.